# Jean Rey
Jean Rey, född 15 juli 1902 i Liège, död 19 maj 1983 i Liège, var en belgisk jurist och politiker (liberal).
Rey representerade det franskspråkiga liberala partiet Parti Réformateur Libéral och var återbyggnadsminister 1949-1950 och ekonomiminister 1954–1958. Han var därefter aktiv i Europeiska kommissionen, först som ledamot och ansvarig för yttre förbindelser i Kommissionen Hallstein I och II 1958–1967 och därefter som ordförande i den efterföljande Kommissionen Rey 1967–1970. Som ordförande genomdrev han upprättandet av en europeisk tullunion 1968 och drog upp riktlinjerna för Ekonomiska och monetära unionen samt den Gemensamma utrikes- och säkerhetspolitiken 1969. Han lyckades även övertyga Frankrike om att ge upp sitt motstånd mot brittiskt medlemskap i Europeiska gemenskapen. Rey valdes in i Europaparlamentet i samband med det första allmänna valet 1979.
I Europaparlamentet var han vice ordförande för utskottet för politiska frågor och ledamot av delegationen till det blandade parlamentariska utskottet EEG-Grekland.
Rey var utbildad jurist vid University of Liège. Han deltog i andra världskriget och satt i tyskt fångläger.